# Bobos in Paradise
Bobos in Paradise: The New Upper Class and How They Got There (Les Bobos au Paradis : La Nouvelle Grande Bourgeoisie et Comment Ils En Sont Arrivés Là) est un ouvrage du politologue conservateur David Brooks, dont la première édition parut en en 2000. 

## Étymologie
Le terme bobo, le terme le plus célèbre utilisé par Brooks, est une abréviation des mots bourgeois et bohème, suggérant la fusion de deux classes sociales distinctes (la contre-culture, le bohème hédoniste et artiste, le col blanc et le bourgeois capitaliste). Le terme est employer par Brooks dans le but de décrire la relève des années 90 des yuppies. La grande bourgeoisie sociale revendique une opinion tolérante des autres, achètent des articles coûteux et exotiques, et estime que la société américaine devrait être méritocrate. Le terme est également largement utilisé en France.

## Thèse
La thèse explique qu'à la fin des années 1970, un nouvel establishment émergea représentant une fusion entre le monde bourgeois de l'entreprise capitaliste et les valeurs hippies de la contre-culture bohème. Il fait référence à ces individus en les nommant bobos, un mot-valise pour "bourgeois-bohème".

## Description et comportement
Les bobos se reconnaissent à leur aversion de la consommation ostentatoire en soulignant les "nécessités" de la vie. Brooks déclare qu'ils se sentent coupables de la prétendue "greed era" des années 1980 alors ils préfèrent dépenser sans compter dans des cuisines, des douches, et autres équipements de la vie quotidienne. Ils "compatissent" vis-à-vis de la main-d'œuvre et de la classe ouvrière et se procurent souvent des produits produits aux États-Unis plutôt que des importations moins chères en provenance de pays en développement.
Les bobos se rapportent le plus souvent à l'argent comme un moyen plutôt qu'une fin ; ils ne dédaignent pas l'argent mais l'utilisent uniquement dans le but d'accomplir leurs objectifs plutôt que de considérer la richesse comme un dessein désirable en soi.
Le New York Times fait remarquer en 2007 que le Produit aux États-Unis (Made in USA) était une étiquette exhibée essentiellement par les consommateurs à Rust Belt et d'autres régions rurales. Il s'agit de plus en plus d'un symbole de statut social, un signe extérieur de richesse, pour les bobos cosmopolites, et est exploité par les marketeurs les satisfaisant.

## Voir également
- Élite progressiste
- Hipster